# Rząd Jeana Castex
Rząd Jeana Castex – 42. rząd V Republiki Francuskiej funkcjonujący od lipca 2020 do maja 2022. Powołał go prezydent Emmanuel Macron. Zastąpił funkcjonujący od 2017 drugi rząd Édouarda Philippe’a.
3 lipca 2020 premier Édouard Philippe, kilka dni po drugiej turze wyborów lokalnych, podał się do dymisji. Tego samego dnia Emmanuel Macron powołał Jeana Castex na nowego premiera. 6 lipca ogłoszono nominację dla pozostałych członków gabinetu.
16 maja 2022, wkrótce po prezydenckiej reelekcji Emmanuela Macrona, Jean Castex podał rząd do dymisji, która została przyjęta. Tego samego dnia na urząd premiera powołana została Élisabeth Borne. Pełny skład nowego rządu ogłoszono 20 maja 2022.

## Skład rządu w dniu powołania
Ministrowie
- Premier: Jean Castex
- Minister do spraw Europy i spraw zagranicznych: Jean-Yves Le Drian
- Minister ekologii: Barbara Pompili
- Minister edukacji narodowej, młodzieży i sportu: Jean-Michel Blanquer
- Minister gospodarki, finansów i odnowy gospodarczej: Bruno Le Maire
- Minister obrony: Florence Parly
- Minister spraw wewnętrznych: Gérald Darmanin
- Minister pracy, zatrudnienia i integracji: Élisabeth Borne
- Minister do spraw terytoriów zamorskich: Sébastien Lecornu
- Minister spójności terytorialnej: Jacqueline Gourault
- Minister sprawiedliwości i strażnik pieczęci: Éric Dupond-Moretti
- Minister kultury: Roselyne Bachelot
- Minister solidarności i zdrowia: Olivier Véran
- Minister spraw morskich: Annick Girardin
- Minister szkolnictwa wyższego, badań naukowych i innowacji: Frédérique Vidal
- Minister rolnictwa i żywności: Julien Denormandie
- Minister transformacji i służb publicznych: Amélie de Montchalin

Ministrowie delegowani (podlegli innym ministrom)
- Ds. relacji z parlamentem i partycypacji obywatelskiej: Marc Fesneau (przy premierze)
- Ds. równości płci, różnorodności i równych szans: Élisabeth Moreno (przy premierze)
- Ds. handlu zagranicznego: Franck Riester (przy ministrze do spraw Europy i spraw zagranicznych)
- Ds. mieszkalnictwa: Emmanuelle Wargon (przy ministrze ekologii)
- Ds. transportu: Jean-Baptiste Djebbari (przy ministrze ekologii)
- Ds. rachunków publicznych: Olivier Dussopt (przy ministrze gospodarki, finansów i odnowy gospodarczej)
- Ds. przemysłu: Agnès Pannier-Runacher (przy ministrze gospodarki, finansów i odnowy gospodarczej)
- Ds. małej i średniej przedsiębiorczości: Alain Griset (przy ministrze gospodarki, finansów i odnowy gospodarczej)
- Ds. sportu: Roxana Maracineanu (przy ministrze edukacji narodowej, młodzieży i sportu)
- Ds. pamięci i weteranów: Geneviève Darrieussecq (przy ministrze obrony)
- Ds. obywatelstwa: Marlène Schiappa (przy ministrze spraw wewnętrznych)
- Ds. integracji: Brigitte Klinkert (przy ministrze pracy, zatrudnienia i integracji)
- Ds. miast: Nadia Hai (przy ministrze spójności terytorialnej)
- Ds. autonomii: Brigitte Bourguignon (przy ministrze solidarności i zdrowia)

Sekretarze stanu
- Przy premierze: Gabriel Attal, Sophie Cluzel
- Przy ministrach: Jean-Baptiste Lemoyne, Clément Beaune, Bérangère Abba, Nathalie Elimas, Sarah El Haïry, Cédric O, Olivia Grégoire, Laurent Pietraszewski, Joël Giraud, Adrien Taquet

## Zmiany w składzie rządu
8 grudnia 2021
Odwołany został Alain Griset; sekretarz stanu Jean-Baptiste Lemoyne otrzymał nominację na ministra delegowanego ds. małej i średniej przedsiębiorczości (przy ministrze gospodarki, finansów i odnowy gospodarczej) oraz na ministra delegowanego ds. turystyki, Francuzów poza granicami kraju i Frankofonii (przy ministrze do spraw Europy i spraw zagranicznych).
5 marca 2022
Odwołane zostały Nathalie Elimas i Jacqueline Gourault; drugą z nich na stanowisku ministra zastąpił Joël Giraud.